# Carl Orff
Carl Orff (München, Bajor Királyság, 1895. július 10. – München, Bajorország, 1982. március 29.) német zeneszerző, zenetanár. A 20. századi zene – és benne az akkori német muzsika – egyik leghíresebb és legérdekesebb alakja. Műveit világszerte ma is a legnagyobb sikerrel játsszák. Ezt a hírnevet nemcsak operák és más vokális alkotások révén szerezte, hanem pedagógiai munkásságával is. Fő műve a Carmina Burana című repetatív, szélsőséges stílusú színpadi oratórium.

## Élete
Münchenben született 1895. július 10-én. Tanulmányait a századforduló egyik neves német zeneszerzőjénél, Heinrich Kaminskinál végezte, és zenei pályája mindjárt az oktatás frontján indult el. Egy balettiskolának volt a zenetanára. Ez a pályakezdés, a zenetanítás alapelemeivel, valamint a tánccal való foglalkozás úgyszólván egész munkásságára rányomta bélyegét. Pedagógiai műve, a világszerte alkalmazott „Orff-Schulwerk” elsősorban a ritmikus képzésre fektet súlyt – nemegyszer a tánccal, illetve mozgásművészettel összekapcsolva –, de egyaránt gondja van az énekes és hangszeres képzésre is. Salzburgban iskolát is alapított: Orff-Schule. Orff szerint a zene és a tánc egységet alkot: Münchenben létrehozta a Zene- és Mozgásművészeti Intézetet.

## Munkássága
Orff zeneszerzői életműve szinte teljes kizárólagossággal színpadi alkotásokból áll. Orff témáinak nagy részét a mitológiákból, a mesékből, és a középkori mondákból vette. Első nagy színpadi sikerét 1937-ben, Frankfurtban aratta, az akkor színpadi változatban előadott Carmina Buranával. Ezt követték további művei, ezúttal már kifejezett operák: A hold, Az okos lány, a Bernauerin, majd a Carmina Burana párdarabjai: a Catulli Carmina és a Trionfo di Afrodite. Élete utolsó évtizedeiben Orff egyre inkább a görög–római kor alkotásai felé fordult: megzenésítette az Antigoné-témát, az Oidipuszt.

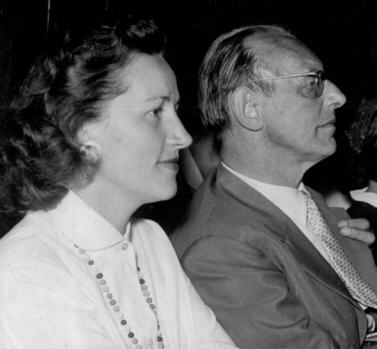
Carl Orff 1956-ban, Lieselotte Holzmeisternek, a Fidula Zenekiadó alapítójának társaságában

Orff zenéjének fogadtatására elég gyakran jellemző az a sajnálatos tény, hogy félreértik. Ez a zene ugyanis annyira komplex, annyira – túlmenően a wagneri értelmezésen – „összművészeti alkotás”, hogy nem lehet kizárólagosan zenei szempontok szerint értékelni. A zeneszerzőnek magának nem is volt soha célkitűzése – talán az egy Carmina Burana kivételével –, hogy csak zenét szerezzen. Mintegy színpadi rendezőként ő maga „komponálta meg” a muzsika mellett a vizuális elemeket: az akciót, esetleg a díszleteket, és gyakran a szöveget is ő írta. Ezekben a művekben tehát a zene csak egyike a művet alkotó elemeknek, méghozzá nem is mindig a legfontosabb elem. Valószínűleg ez a célkitűzés hozta magával, hogy Orff a szándékos archaizálás, sőt nemegyszer a tudatos primitívség és trivialitás módszerét választotta. Minthogy színpadának lényege a mozgás, muzsikájának éltető eleme a ritmus. Orff-zene hallatán az az érzésünk, hogy a dallam és a harmónia, a forma és a hangszerelés a ritmusból születik. A ritmuson kívül csak a melódiára fektet súlyt, ezek – a korai művekben – szélesen íveltek, néha a gregorián hangvételét alkalmazzák, néha pattogóan táncos lejtésűek. A harmóniavilág a lehető legegyszerűbb. A hangszerelés a modern nagyzenekar szinte minden eszközét felhasználja, nem utolsósorban – a ritmikus fogantatás következménye ez is – az igen nagy méretű ütőhangszercsoportot. Életének utolsó évtizedében stílusa még szikárabbá vált, már szinte a mondókák és a legegyszerűbb gregorián formulák tömörségéig jutott el.

## Művei

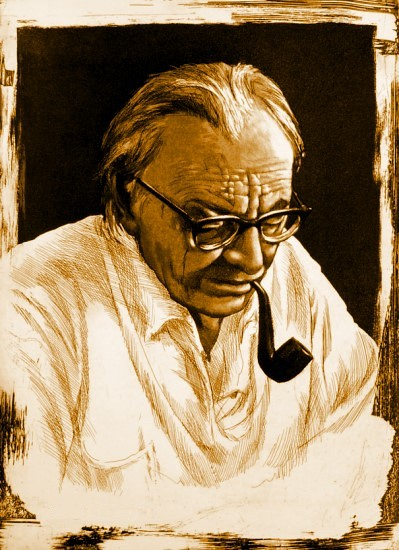
Jens Rush tollrajzán

### Rövid művek
- A Hold (1939)
- Az okos lány (1943)
- Egy nyári álom (1952)

### Bajor világszínház
- Die Bernauerin (1947)
- Astutuli, egy bajor komédia (1953)
- De temporum fine comoedia, Vigilia (1973)

### Trionfi
- Carmina Burana (1937)
- Catulli Carmina (1943)
- Trionfo di Afrodite (1953)

### Antik művek
- Antigonae (1949)
- Oedipus der Tyrann (1959)
- Prometheus (1968)

## Emlékezete

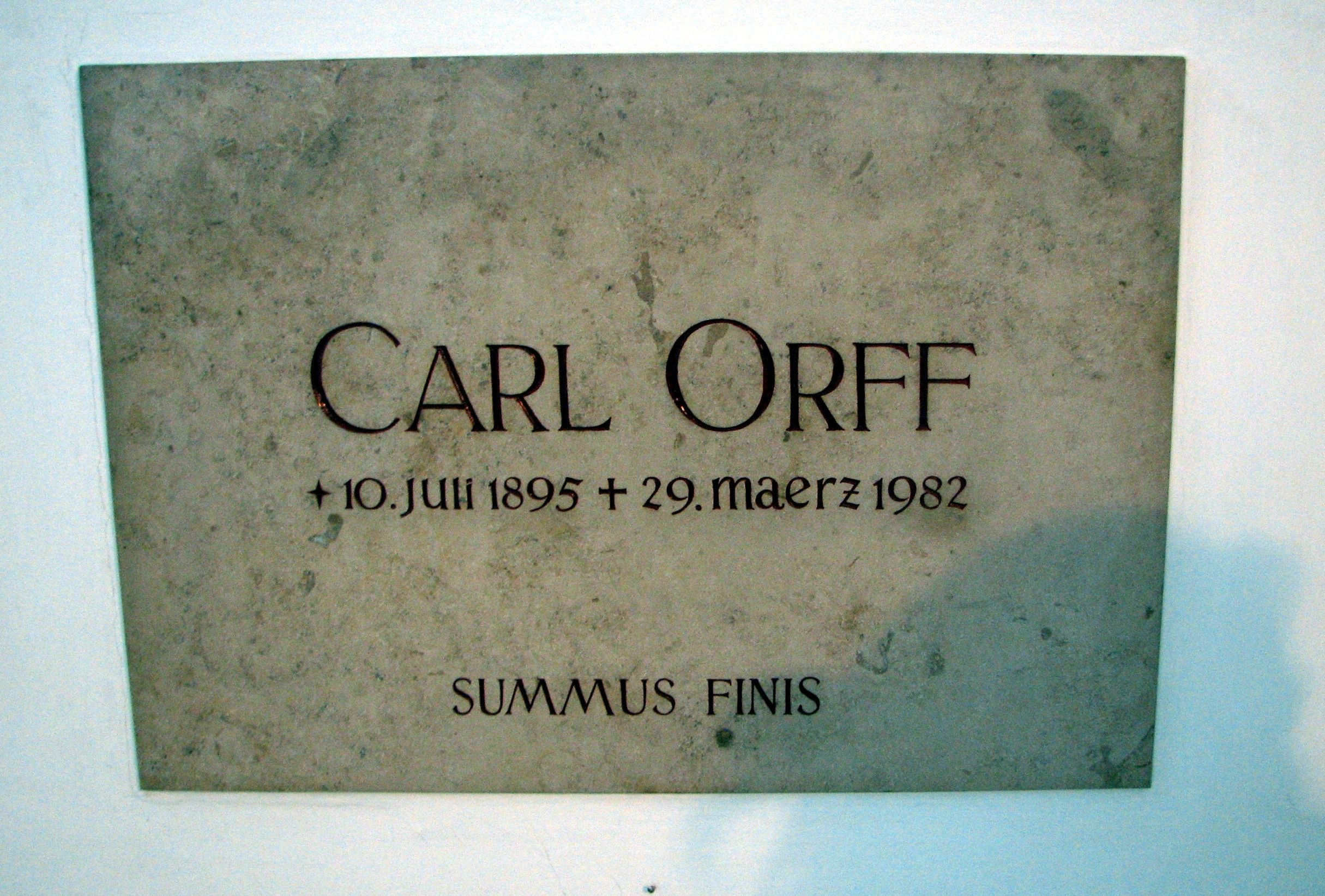
A sírhelye

Carl Orff München díszpolgára. Sírja az andechsi apátság templomában, a „Schmerzhaften” oldalkápolnában található. A felső-bajorországi Dießen am Ammersee-be 1955-ben költözött, és később itt hozták létre a Carl Orff Múzeumot.